# Paamiut Kommune
Paamiut Kommune var tidligere en kommune i Vestgrønland med navn efter sin hovedby Paamiut. Siden 1. januar 2009 er den en del af den større Sermersooq Kommune.

## Byer og bygder i Paamiut Kommune
Beboede
- Paamiut (da.: Frederikshåb)
- Arsuk

Nedlagte
- Neria

62°N 49°V / 62°N 49°V